# Antonio Madonizza
Antonio Madonizza (8. února 1806 Koper – 1. září 1880 Poreč) byl rakouský publicista a politik italské národnosti z Istrie, během revolučního roku 1848 poslanec Říšského sněmu.

## Biografie
Studoval práva na Padovské univerzitě. Během studií se zapojil do protirakouského studentského hnutí. Roku 1830 získal titul doktora práv. Působil jako advokát v Terstu. Roku 1836 založil kulturně a kosmopolitně orientovaný list La Favilla. Roku 1838 redakci opustil a odešel do Benátek a Lombardie. Od roku 1839 žil v Koperu. Zřídil zde podle moderních pedagogických teorií Ferrante Aportiho dětský útulek. Politicky byl orientován jako terstský italský separatista. V roce 1845 byl jmenován soudním advokátem.
Během revolučního roku 1848 se zapojil do politického dění. Ve volbách roku 1848 byl zvolen na rakouský ústavodárný Říšský sněm. Zastupoval volební obvod Koper v Rakouském Přímoří. Uvádí se jako advokát. Patřil ke sněmovní levici. Během roku 1848 se profiloval jako stoupenec liberálního státního zřízení a podporoval existenci etnických Italů v rámci svobodného Rakouska. V Říšském sněmu vystupoval jako spojenec polských federalistů. Patřil mezi nejvýraznější poslance z Rakouského přímoří.
Po porážce revoluce za éry Alexandera Bacha se vzdal politických aktivit a působil jako literární publicista. V roce 1857 podnikl cestu po Německu.
Po obnovení ústavního života se počátkem 60. let vrátil do politiky. V letech 1860–1861 byl poslancem ustavujícího Istrijského zemského sněmu. Vedl zdejší liberální většinu a prosazoval italský separatismus. V roce 1865 se podílel se pořádání oslav 600. výročí narození Danteho Alighieriho na Istrii. V roce 1866 odešel do exilu do Itálie. V roce 1867 se vrátil do Istrijského zemského sněmu v rámci liberální většiny a spoluzakládal list La Provincia. V letech 1869–1870 byl starostou města Koper. Inicioval vznik sociálních institucí a veřejné knihovny. Patřil k stoupencům federativního uspořádání Rakouska a inspiroval ho svými myšlenkami etnického federalismu a samosprávy Adolf Fischhof. Obhájil mandát v zemském sněmu a zemřel krátce před tím, než měl být vyslán do Říšské rady (celostátní parlament).